# Polenecia producta
Polenecia producta is een spinnensoort in de taxonomische indeling van de wielwebkaardespinnen (Uloboridae).
Het dier behoort tot het geslacht Polenecia. De wetenschappelijke naam van de soort werd voor het eerst geldig gepubliceerd in 1873 door Eugène Simon.